# Concanavalina A

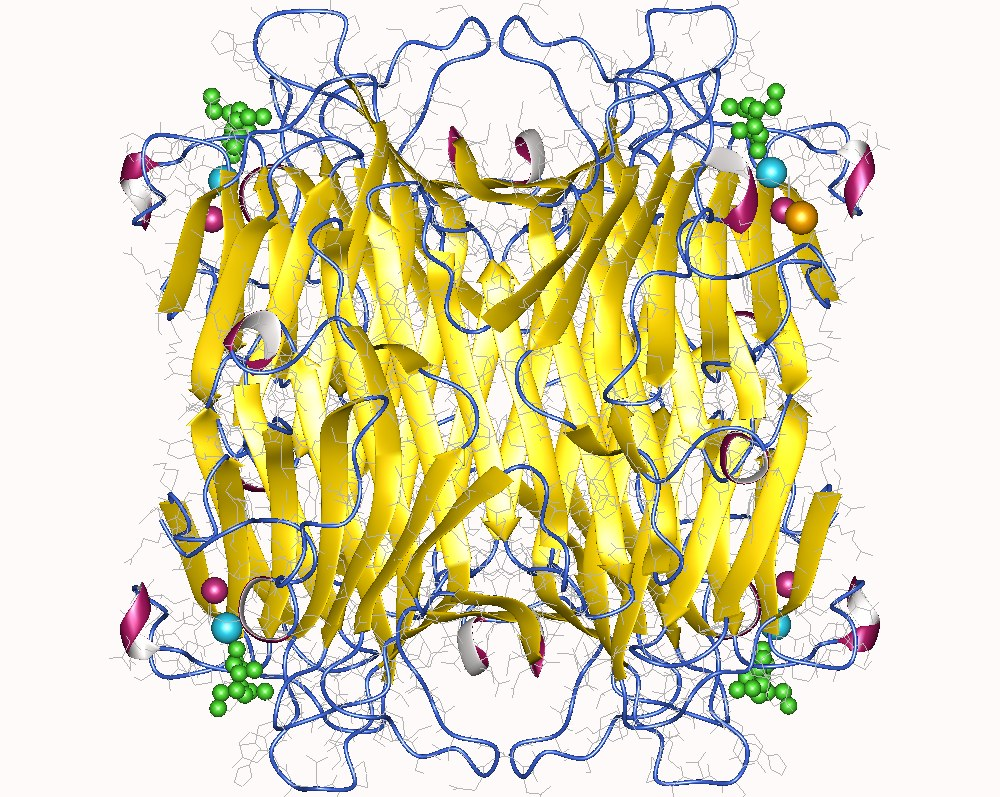
Concanavalin A tetramer, Canavalia ensiformis.

A Concanavalina A (ConA) é uma lectina (proteína ligadora de carboidratos) extraída originalmente do "jack-bean" (ou feijão-de-porco), Canavalia ensiformis. É membro da família das lectinas leguminosas. Ela se liga especificamente a certas estrutuas encontradas em diversos açúcares, glicoproteínas e glicolipídeos, principalmente grupos α-D-manosil e α-D-glicosil internos e não-redutores. ConA é um mitógeno de plantas e é conhecido pela sua habilidade em estimular subgrupos de células T de camundongo, dando origem à 4 grupos distintos funcionalmente de célula T, incluindo precursores de células T supressoras,; um subgrupo de células T supressoras humanas também é sensível à ConA. A ConA foi a primeira lectina a ser disponibilizada comercialmente, sendo amplamente usada em biologia e bioquímica para caracterizar glicoproteínas e outras entidades dotadas de açucares na superfície de diversas células and other . Ela também é usada para purificar macromoléculas glicosiladas na cromatografia de afinidade com lectina, assim como para estudar a regulação imune de diversas células imunes.

## Estrutura e propriedades
Como a maioria das lectinas, ConA é um homotetrâmero : cada subunidade (26.5KDa, 235 aminoácidos, altamente glicosilados) liga-se a um átomo metálico (normalmente Mn2+ e Ca2+). Ela possuii simetria D2. Sua estrutura terciária já foi elucidada  e as bases moleculares de sua interação com metais assim como sua afinidade pelos açúcares manose e glicose  são bem conhecidas.
A ConA liga-se especificamente a resíduos de α-D-manosile α-D-glicosil(duas hexoses que diferem apenas pelo álcool no carbono 2) na posição terminal de estruturas ramificadas de B-glicanos. Ela possui 4 sítios de ligação, correspondendo às 4 subunidades. O peso molecular é de 104-112KDa e o ponto isoelétrico (pI) é na faixa de 4.5-5.5.
A concanavalina A possui um número de onda de baixa frequência de 20 cm−1  em seu espectro Raman. Essa emissão têm sido atribuída ao movimento do barril beta consistindo de 14 folhas beta na molécula de ConA.

## Atividade biológica
A Concanavalina A interage com diversos receptores contendo carboidratos com manose, notavelmente a rodopsina, os  marcadores de grupos sanguíneos,  o receptor de insulina , as imunoglobulinas e o antígeno carcino-embrionário (CEA). Interage, também, com lipoproteínas.
A ConA aglutina eritrócitos fortemente, independentemente dos grupos sanguíneos, assim como varias células cancerosas. Foi demonstrado que células transformadas e células normais tripsinizadas não aglutinam a 4º, sugerindo que há um passo sensível à temperatura na mediação mediada por ConA.
A aglutinalçao mediada por ConA de outros tipos celulares já foi relatada, incluindo células musculares (miócitos), linfócitos B (através das imunoglobulinas de superfície), fibroblastos, timócitos de rato,células epiteliais intestinais fetais de humano (mas não adultos), e adipócitos.
A ConA is é um mitógeno de linfócitos. De forma semelhante à fitohemaglutinina (PHA), ela é um mitógeno seletivo de células T em relação às células B. PHA e ConA se ligam e "cross-linkam" componentes dos receptores de célula T, e a habilidade em ativar células T é dependente da expressão desse receptor.
A ConA interage com resíduos superficiais de  manose de diversos micróbios, como as bactérias E. coli, e Bacillus subtilis e o protista Dictyostelium discoideum.
Ela também já foi mostrada como um estimulador de diversas metaloproteinases de matriz (MMPs).
ConA tem aplicações também em situações que requerem a imobilização em fase-sólida de glicoenzimas. Usando matrizes acopladas à ConA, é possível obter uma imobilização de grandes quantidades, reversível ainda facilmente por competição com outros açúcares ou mudança de pH.
A ConA possui ainda potencial terapêutico, sendo eficaz contra hepatoma experimental(câncer de fígado). ConA é sequestrado mais por células tumorais hepáticas que por células normais. A internalização de ConA ocorre preferencialmente à mitocôndria, após ligar em protenínas de membrana, levando à morte por autofagia. ConA também inibe parcialmente o crescimento de tumores nodulares de forma idependente da ativação de linfócitoso. Além disso, a atividade linfoproliferatica de ConA pode ter ativado células T CD8+ assim como NK, melhorando a resposta antitumoral no fígado.